# Suchowola-Kolonia
Suchowola-Kolonia – wieś w Polsce położona w województwie lubelskim, w powiecie zamojskim, w gminie Adamów.
W latach 1975–1998 miejscowość administracyjnie należała do województwa zamojskiego.
Wieś jest sołectwem w gminie Adamów. Według Narodowego Spisu Powszechnego z roku 2011 wieś liczyła 366 mieszkańców i była szóstą co do liczby ludności miejscowością gminy.
Według spisu powszechnego z roku 1921 Suchowola kolonia w gminie Suchowola posiadała 133 domy zamieszkałe przez 776 mieszkańców deklarujących narodowość polską.
Wierni Kościoła rzymskokatolickiego należą do parafii Przemienienia Pańskiego w Suchowoli.